# Список областей на Венере
Области на Венере (лат. Regio — область и лат. regiones — области) — это большие участки поверхности планеты, выделяющиеся своей яркостью на фоне других участков:14. Области называют именами титанид, великанш и других богинь:15. Области Венеры, как и другие детали рельефа на этой планете, названы женскими именами, так как из всех крупных и давно известных планет только Венера носит женское имя:15. Название состоит из слова «область»  и имени собственного в родительном падеже, например, «область Василисы». Два названия областей являются своеобразным «реликтом» периода ранних радиолокационных исследований рельефа Венеры с Земли (1960-е гг.). Это область Альфа и область Бета, которые тогда были одними из самых ярких районов на радиоизображениях Венеры, потому и стали называться по первым буквам греческого алфавита, подобно распространённому типу обозначений ярких звёзд. С 1970 по 1985 год нулевой меридиан на Венере проходил через центр области Альфа:401. С 1985 года, после получения более детальных изображений Венеры нулевой меридиан стали проводить через центр маленького кратера Ариадна в северном полушарии планеты, но он по-прежнему проходит и через область Альфа, но сместившись к её краю .
| Русское название | Латинское название | Размер (км) | Широта центра | Долгота центра | Происхождение имени                                                              | Утверждено (год) |
| ---------------- | ------------------ | ----------- | ------------- | -------------- | -------------------------------------------------------------------------------- | ---------------- |
| область Альфа    | Alpha Regio        | 1897        | -25,5         | 0,3            | Альфа, буква в греческом алфавите                                                | 1979             |
| область Астерии  | Asteria Regio      | 1131        | 21,6          | 267,5          | Астерия, титанида в греческой мифологии                                          | 1982             |
| область Атлы     | Atla Regio         | 3200        | 9,2           | 200,1          | Атла, великанша в скандинавской мифологии, одна из «девяти матерей Хеймдалля»    | 1982             |
| область Белл     | Bell Regio         | 1778        | 32,8          | 51,4           | великанша в английской мифологии                                                 | 1982             |
| область Бета     | Beta Regio         | 2869        | 25,3          | 282,8          | Бета, буква в греческом алфавите                                                 | 1979             |
| область Василисы | Vasilisa Regio     | 1200        | -11           | 332            | Василиса Микулишна, богатырша в русской народной сказке                          | 1997             |
| область Дионы    | Dione Regio        | 2300        | -31,5         | 328            | Диона, богиня в греческой мифологии                                              | 1991             |
| область Дсонквы  | Dsonkwa Regio      | 1500        | -53           | 167            | Дсоноква (или Дзоноква), великанша в мифологии индейцев квакиутль                | 1997             |
| область Имд      | Imdr Regio         | 1611        | -43           | 212            | Имд, великанша в скандинавской мифологии, одна из «девяти матерей Хеймдалля»     | 1982             |
| область Ишкус    | Ishkus Regio       | 1000        | -61           | 245            | Ишкус, великанша у индейского племени маках                                      | 1997             |
| область Лёуфею   | Laufey Regio       | 2100        | 7             | 315            | Лёуфею, великанша в скандинавской мифологии                                      | 2000             |
| область Неринги  | Neringa Regio      | 1100        | -65           | 288            | Неринга, великанша в литовской мифологии                                         | 1997             |
| область Овды     | Ovda Regio         | 5280        | -2,8          | 85,6           | Овда, покровительница у марийцев                                                 | 1982             |
| область Тефии    | Tethus Regio       | 0           | 66            | 120            | Тефия, титанида в греческой мифологии                                            | 1982             |
| область Ульфрун  | Ulfrun Regio       | 3954        | 27            | 225            | Ульфрун, великанша в скандинавской мифологии, одна из «девяти матерей Хеймдалля» | 1982             |
| область Фебы     | Phoebe Regio       | 2852        | -6            | 282,8          | Феба, титанида в греческой мифологии                                             | 1982             |
| область Фемиды   | Themis Regio       | 1811        | -37,4         | 284,2          | Фемида, титанида в греческой мифологии                                           | 1982             |
| область Фетиды   | Thetis Regio       | 2801        | -11,4         | 129,9          | Фетида, нереида в греческой мифологии                                            | 1982             |
| область Хюндлы   | Hyndla Regio       | 2300        | 22,5          | 294,5          | Хюндла, великанша в скандинавской мифологии, персонаж «Песни о Хюндле»           | 1991             |
| область Эйстлы   | Eistla Regio       | 8015        | 10,5          | 21,5           | Эйстла, великанша в скандинавской мифологии, одна из «девяти матерей Хеймдалля»  | 1982             |